# Sons of Anarchy
Sons of Anarchy (lit. "Fills de l'anarquia") és una sèrie de televisió estatunidenca situada al gènere dramàtic/criminal creada pel guionista, director i productor Kurt Sutter. La història narra la vida d'un club de motoristes -S.A.M.C.R.O.: Sons of Anarchy Motorcycle Club, Redwood Original- que opera il·legalment al poble fictici de Charming, ubicat al Nord de Califòrnia, a Central Valley. El protagonista, Jackson “Jax” Teller, es interpretat per l'actor britànic Charlie Hunnam. La narrativa comença amb en Jax com a vicepresident del club, qui al llarg de la trama es questionarà quins valors i ética és la correcta per a ell mateix i per a la seva banda. La convivència, germanor i l'equilibri serà la problemàtica essencial dels personatges.
El show es va estrenar el 3 de setembre de 2008 al canal de televisió per cable FX, pertanyent  a la 21th Century Fox. Per una banda, la primera temporada va aconseguir una audiència de 5,4 milions d'espectadors per setmana, més que l'reeixida serie Rescue Me. Per l'altra, la tercera temporada de la sèrie (2010) va establir un record d'audiència de FX, amb una mitjana de 4,9 milions d'espectadors per setmana, i superà altres èxits de FX com The Shield, Nip / Tuck i Rescue Me. 
Algunes de les temàtiques amb més rellevància són la "Justícia vigilant", la corrupció governamental i el racisme. La tracta il·legal del club funciona com analogia de la transformació humana. David Labrava, un dels integrants de la banda existent Oakland Hell's va treballar com a assessor tècnic de Kurt Sutter. A més, va interpretar un dels personatges principals de la sèrie, Happy Lowman, assassí del club.
Al novembre de 2013, Sutter va senyalar que estava negociant amb FX per fer una preqüela de Fills de l'Anarquia situada a la dècada de 1960. Al febrer de 2015, va dir que no treballaria en la preqüela, probablement titulada "The First 9" (Els 9 primers), abans de 2017. Així mateix, al novembre de l'any 2016 FX va anunciar oficialment el desenvolupament de la sèrie spin off Mayans MC, contextualitzat al voltant de la cultura llatina, que probablement inclourà personatges de SOA en papers secundaris.

## Trama
La sèrie completa consta de 7 temporades i 93 episodis, transmesa entre 2008 i 2014. Cada temporada consta de dues línies paral·leles de la trama que s'entrecreuen i superposen: la primera se centra en la vida personal del protagonista Jackson "Jax" Teller (Charlie Hunnam) i la seva família, mentre que el segon tracta directament de SAMCRO (Sons of Anarchy Motorcycle Club, Redwood original). SAMCRO està involucrat en contraban d'armes a tot l'oest dels Estats Units i s'ocupa de moltes bandes, rivals polítics i autoritats. Com a vicepresident i després president de SAMCRO, Jax lluita amb les relacions quotidianes del club i el llegat del seu pare, el fundador del club. SAMCRO té certa semblança amb la banda Hells Angels Motorcycle Club, d'aquí les aparicions de David LaBrava (Happy), Chuck Zito (Diamants Frankie), Rusty Coones (Quinn), i Sonny Barger (Lenny "The Pimp" Janowitz), tots quatre membres reals dels àngels de l'infern.

### Primera temporada
En l'episodi pilot, Wendy (Drea de Matteo), l'exdona de Jax addicta a l'heroïna, sofreix una sobredosi estant embarassada del seu fill. Ràpidament, es portada a l'hospital per tal de realitzar una cesària d'emergència i el nadó, anomenat Abel, neix deu setmanes prematurament. Jax prova de buscar una mica de roba y joguines per a nadons al garatge de casa, on descobreix un "manifest" escrit pel seu pare, el mort fundador de SAMCRO, descrivint les seves esperances pel club. Jax té llavors un dilema, ja que es qüestiona la direcció que el club està prenent. La mare de Jax, Gemma (Katey Sagal), visita a Wendy a l'hospital i li diu que la matarà si prova d'obtenir la custòdia d'Abel. Ja que Wendy ha estat prenent drogues durant l'embaràs, Gemma li diu que s'encarregaria de que el nadó "mai li digui mare.” Jax també està vinculat de manera especial amb Tara, doctora a l'hospital St. Thomas de Charming, ja que van sortir junts durant l'institut.

### Segona temporada
Un grup de separatistes blancs pertanyents a la Lliga de Nacionalistes Americans (LOAN) arriben a Charming. El líder i empresari Ethan Zobelle, executor de Zobelle, A. J. Weston, busquen expulsar els Fills de l'Anarquia de Charming. Per enviar un missatge a SAMCRO, Zobelle utilitza la seva filla Polly per a atraure a Gemma a una trampa, la qual acaba segrestada i violada per Weston i altres dos socis. Impulsat pel paper de SAMCRO en la mort de Donna, la bretxa entre Clay i Jax continua augmentant i en Jax desafia la major part de les decisions del líder. Quan un cotxe bomba en solitari gairebé mata a en Chibs, Clay exigeix la venjança immediata (en contra del consell de Jax), fent en Clay, Jax, Bobby, Tig, Juice i Happy acabin detingut pels diputats de Sant Joaquim. Finalment Gemma li dona la notícia sobre la violació al Clay i al Jax.

### Tercera temporada
Gemma s' amaga a Rogue River (Oregon), juntament amb en Tig, a la casa del seu pare Nate (Hal Holbrook), qui pateix de demència senil. Poc després, Gemma porta a Nate a la seva nova llar d'habitatge assistit i torna a Charming de nou per tenir cura del seu net, sense saber que ha estat segrestat. El retorn de l'agent Stahl de l'A.T.F reforça la investigació sobre la mort de Donna, mentre que també intenta fer un tracte amb Jax a l'esquena del club. La germana del pare Kellan Ashby, Maureen, contacta amb Gemma a petició d'Ashby i li diu que Abel es troba segur a Belfast. A l'assabentar-se del segrest del seu net, Gemma pateix una arrítmia cardíaca. Després que el club torna d'Irlanda i porta a casa a Abel, l'agent Stahl traiciona a Jax i li diu al club sobre l'acord lateral que ell ha fet amb ella, sense saber que Jax i el club ja ho tenien planejat, ja que sabien que Stahl no compliria la seva part del tracte. De totes maneres, Jax, Clay, Bobby, Tig i Happy acaben en la presó, mentre que Opie, Chibbs i els futurs membres (Prospects) segueixen la pista a Stahl. Finalment, Opie mata a Stahl per venjar la mort de la seva esposa, Donna.

### Quarta temporada
Els membres presos de SAMCRO surten de la presó després de la seva estada de 14 mesos. Quan arriben a la ciutat es reuneixen amb el tinent Eli Roosevelt del Departament del Xèrif de Sant Joaquim, i descobreixen que Hale s'ha convertit en el nou alcalde. El fiscal federal Lincoln Potter busca l'ajuda del tinent Roosevelt per construir un cas RICO contra SAMCRO.

### Cinquena temporada
En venjança per la mort de Veronica Pope (la núvia de Laroy que també era la filla del poderós capo d'Oakland Damon Pope), els Niners ataquen SAMCRO i tendeixen una emboscada en un enviament de càrrega. Amb la mort de Piney Winston i el creixent conflicte entre el Niners i SAMCRO, juntament amb diverses violacions de domicili dirigides a persones vinculades al club, Jax es veu obligat a complir amb Damon Pope, per fer front a una nova amenaça diferent a tot el que SAMCRO s'ha enfrontat mai.

### Sisena temporada
Després de la detenció de Tara i Clay, Jax s'esforça per mantenir SAMCRO unit, mentre que Tara està a la presó. Toric s'acosta tant a Tara com a Clay i els ofereix tractes a canvi de renunciar a SAMCRO; inicialment tots dos es neguen, però més tard Clay accepta quan sap que pot morir a mans dels interns pagats pels homes de Damon Pope com a represàlia per l'assassinat de Pope. Juice torna a Charming després d'ajudar a Bobby a traslladar-se després de deixar el lloc com a vicepresident. Això irrita a Chibs, qui no creu Juice hagi estat prou castigat per parlar amb policies i després colpejar-los. Amb el creixent romanç entre Gemma i Nero, la mort de Clay Morrow i la mort de Tara, la situació d'en Jax empitjora i el club comença a anar en una nova direcció més fosca.

### Setena temporada
Jax lluita amb el patiment per la mort de la seva dona i, estant en la presó, fa noves aliances per millorar el club. SAMCRO lluita contra la mà dreta de Damon Pope, Marks mentre que Gemma i Juice s'amaguen del club. Per una banda, Jax utilitza SAMCRO per venjar-se de la gent que creu que va matar a Tara; per l'altra, la mort de Bobby Munson augmenta l'odi i les mentides dites per Gemma i Juice. Amb Nero lluitant per adaptar-se a l'estil de vida de Gemma i SAMCRO caient a trossos, Jax es veu obligat a fer l'últim sacrifici per salvar els seus fills.

## Repartiment i personatges
Fills de l'Anarquia engloba la història de la família Teller-Morrow que habita a Charming, Califòrnia, així com els altres membres de Sons of Anarchy Motorcycle Club, Redwood original (SAMCRO), les seves famílies, diversos habitants del poble de Charming, bandes aliades i rivals, associats, i agències de la llei que minen o donar suport a les empreses legals i il·legals de SAMCRO.
| Personatge                | Actor/Actriu      | Temporades         | Temporades  | Temporades | Temporades         | Temporades         | Temporades         | Temporades |
|                           |                   | 1                  | 2           | 3          | 4                  | 5                  | 6                  | 7          |
| Jax Teller                | Charlie Hunnam    | Principal          | Principal   | Principal  | Principal          | Principal          | Principal          | Principal  |
| Gemma Teller Morrow       | Katey Sagal       | Principal          | Principal   | Principal  | Principal          | Principal          | Principal          | Principal  |
| Bobby Munson              | Mark Boone Junior | Principal          | Principal   | Principal  | Principal          | Principal          | Principal          | Principal  |
| Alex "Tig" Trager         | Kim Coates        | Principal          | Principal   | Principal  | Principal          | Principal          | Principal          | Principal  |
| Filip "Chibs" Telford     | Tommy Flanagan    | Principal          | Principal   | Principal  | Principal          | Principal          | Principal          | Principal  |
| Kip "Half-Sack" Epps      | Johnny Lewis      | Principal          | Principal   |            |                    |                    |                    |            |
| Tara Knowles-Teller       | Maggie Siff       | Principal          | Principal   | Principal  | Principal          | Principal          | Principal          |            |
| Clarence "Clay" Morrow    | Ron Perlman       | Principal          | Principal   | Principal  | Principal          | Principal          | Principal          |            |
| Opie Winston              | Ryan Hurst        | Freqüent           | Principal   | Principal  | Principal          | Principal          |                    |            |
| Piney Winston             | William Lucking   | Freqüent           | Principal   | Principal  | Principal          |                    |                    |            |
| Juan Carlos "Juice" Ortiz | Theo Rossi        | Freqüent           | Principal   | Principal  | Principal          | Principal          | Principal          | Principal  |
| Wayne Unser               | Dayton Callie     | Freqüent           | Freqüent    | Principal  | Principal          | Principal          | Principal          | Principal  |
| Wendy Case                | Drea de Matteo    | Convidada especial |             |            | Convidada especial | Convidada especial | Convidada especial | Principal  |
| Happy                     | David LaBrava     | Convidat           | Co-estrella | Freqüent   | Freqüent           | Freqüent           | Freqüent           | Principal  |
| Ratboy                    | Niko Nicotera     |                    |             |            | Freqüent           | Freqüent           | Freqüent           | Principal  |
| Nero                      | Jimmy Smits       |                    |             |            |                    | Convidat especial  | Principal          | Principal  |

-Jax Teller: Al començament de la sèrie Jackson "Jax" Nathaniel Teller és el vicepresident de SAMCRO i la mà dreta del president Clay. La vida al club és l'única cosa que coneix. Va conviure amb els seus germans i la seva família, encara que sempre es va qüestionar els extrems violents que s'han dut a terme perquè funcionés "el negoci".
Durant la sèrie, Jax, ha de conèixer els seus límits i les seves debilitats començant amb el naixement del seu fill gran, Abel, fill de Wendy Case. A més al llarg de la història veiem com demostra la seva gran capacitat i brillant intel·ligència en diverses situacions on lluita per la continuïtat del club i per descobrir la veritat que havien amagat per tant de temps.
La intel·ligència de Jax és la que el porta a presidir la taula al final de la quarta temporada, aconseguint el favor dels membres del club durant la resta de la ficció, però també cometent molts errors que li costen molt cars fins al final de la setena temporada. En l'últim episodi decideix llevar-se la vida per evitar que els seus fills comenten els mateixos errors en la mateixa vida plena de violència sobre dues rodes.
-Gemma Teller: Gemma va néixer a Oregon el 1957 fins que es va traslladar a Charming durant la seva joventut, després que el seu pare, el reverend Nate Madock, acceptés un lloc a l'església del poble. Va conèixer a John Teller, un veterà de la Guerra del Vietnam i fundador de Sons of Anarchy Motorcycle Club el 1978, després d'abandonar la seva llar a 1975. Dos mesos després d'haver-li conegut, va quedar embarassada del seu primogènit Jackson "Jax" Teller, naixent el seu germà Thomas el 1984.
Gemma pateix un trastorn genètic del cor que és transmès al seu fills, pel qual Thomas va morir el 1990. 3 anys després, la desgràcia va continuar, ja que el seu marit va ser colpejat per un camió i va morir. Va acabar casant-se amb el seu millor amic, Clay Morrow, després d'anys d'aventura oberta entre tots dos. És la millor amiga de Luann, involucrada en el negoci del porno, i que va arribar a ser la seva dama d'honor en el casament amb John.
-Clay Morrow: Morrow va néixer el 1949. El 1968, va ser un dels nou membres convidats a unir-se a Sons of Anarchy Motorcicle Club, sent el més jove dels mateixos, i un dels tres que no va ser veterà de guerra. No obstant això, poc després va servir a l'exèrcit participant al Vietnam fins a 1972. Va commemorar aquest servei amb un tatuatge en el seu braç esquerre i mostrant la insígnia dels paracaigudistes en la seva armilla. En tornar del Vietnam, va tornar al club. Al costat de John Teller, el president durant aquell moment, va obrir un concessionari. Tots dos van ser en els 80 a Irlanda del Nord, per ajudar a Keith amb uns problemes relacionats amb l'IRA. Va ser l'impulsor del tràfic d'armes de la banda, cosa a la qual sempre es va oposar John. Va ser responsable d'alguns assassinats durant la guerra SAMCRO-Mayas, iniciada als 90. Una de les seves víctimes va ser Lowell Harland, un mecànic del concessionari que es va convertir en un informador de l'ATF i va ser enterrat amb dos Maies als afores de Charming, sent descobert una dècada després en l'episodi Ossos del passat. John va morir el 1993, per la qual cosa Clay el va succeir com a president de la matriu del club, establerta en Charming, a causa de la debilitada salut i incapacitat de Piney per exercir en aquest càrrec. Es va casar amb la vídua de John, Gemma Teller, als 90, arribant el seu fill Jax al càrrec de vicepresident.
-Tara Knowles: Tara Knowles-Teller és una doctora de l'Hospital St. Thomas de Charming, Califòrnia. És l'esposa de Jax i mare de Thomas Teller II i adoptiva d'Abel.
-Bobby Munson: Robert "Bobby Elvis" Munson és l'antic vicepresident de SAMCRO. Intel·ligent i equànime (tret poc comú entre els seus companys), tot i que valent a l'hora de recórrer a la violència si cal. agost Marks li va treure un ull i després el va matar.
-Opie Winston: Harry "Opie" Winston va ser un membre del club SAMCRO. El seu pare Piney també ho va ser, així com un dels First 9. Va ser molt amic del vicepresident, Jax, i igual que ell l'única vida que va conèixer és la del club.
-Juice Ortiz: Joan Carles "Juice" Ortiz és un membre de Sons of Anarchy Motorcycle Club, encarregant-se del pirateig informàtic i sent l'oficial d'intel·ligència. Tot i mostrar una imatge de destresa tècnica, també ha demostrat ser una mica ingenu quan realitza altres tasques, sovint rebent novatades de la resta de membres. La seva ascendència de pare de color, desconegut pel club, li implica sentiments contradictoris (no poden entrar membres de color al club) i és un punt feble pel que li fa xantatge el Xèrif.
-Tig Trager: Alexander "Tig" Trager és un membre de SAMCRO, considerat el més violent dels mateixos. Antigament exercia com sergent d'armes. Aficionat a les dones, és un mecànic en tots dos sentits de la paraula. És extremadament lleial a Clay Morrow, a la seva dona i al propi club. Té una estreta relació amor-odi amb Jax Teller, sobretot pel seu ús de la violència en situacions no justificades. El seu comportament, sovint insensible, amaga una persona amb una sensibilitat poc probable i una forta lleialtat.
-Chibs Telford: Filip "Chibs" Telford és el vicepresident de SAMCRO després de l'ascens de Jax Teller i; al contrari que la majoria dels seus membres no és nord-americà, sinó escocès. El seu malnom és causa de les seves cicatrius (en escocès significa ganivet o objecte punxant). En la vida real, l'actor té realment les cicatrius per participar en un atracament, i el seu personatge al rebre-les de part de la seva nèmesi, Jimmy O'Phelan. És extremadament lleial a Jax, el president, arribant a ser una figura paternal per Juice. En l'últim episodi de la sèrie es converteix en el president de la secció de Redwood Original després de la renúncia de Jax.
-Wayne Unser: Wayne Unser és el cap del Departament de Policia de Charming, tot i que treballa de forma corrupta tractant amb els SOA, als que veu com un benefici per a la ciutat. Pensa que els Sons són reeixits a l'hora d'apartar les drogues i la violència fora del lloc, a més de protegir la població d'altres coses no desitjades com els despietats desenvolupadors, com el germà de major de l'adjunt Hale, Jacob Hale Jr.
-Happy Lowman: Happy Lowman és el sergent d'armes de SAMCRO. Està afiliat amb la divisió de Tacoma, però després es trasllada a Nomad. Finalment, s'integra en la divisió central de Charming.
-Wendy Case: Wendy Case és l'exdona de Jax Teller i mare del seu fill primogènit, Abel Teller. És una drogoaddicta característica per la seva addicció a l'heroïna que va causar el divorci. Va ser molt manipulada per Gemma per aconseguir els seus objectius de desplaçar a Tara de la vida del seu fill.Després del final de la primera temporada desapareix fins a la quarta temporada, on reapareix reclamant el seu dret de mare sobre Abel. A partir de la sisena temporada comença a tenir un paper clau en la vida dels fills de Jax, especialment després de la mort de Tara. Wendy pren paper de protagonista en la setena temporada de la ficció.

### Personatges principals
- Charlie Hunnam com Jackson "Jax" Teller
- Ron Perlman com Clarence "Clay" Morrow
- Katey Sagal com Gemma Teller Morrow
- Mark Boone Junior com Robert "Bobby Elvis" Munson
- Dayton Callie com Wayne Unser
- Kim Coates com Alex "Tig" Trager
- Tommy Flanagan com Filip "Chibs" Telford
- Ryan Hurst com Harry "Opie" Winston
- Johnny Lewis com Kip "Half Sack" Epps
- William Lucking com Piermont "Piney" Winston
- Theo Rossi com Juan-Carlos "Juice" Ortiz
- Maggie Siff com Tara Knowles
- Kurt Sutter com Otto

### Personatges recurrents
- David Labrava com Happy
- Christopher Douglas Reed com Filthy Phil
- Winter Ave Zoli com Lyla
- Emilio Rivera com Marcus Alvarez
- Michael Marisi Ornstein com Chuck Marstein
- Taylor Sheridan com David Hale
- McNally Sagal com Margaret Murphy
- Ally Walker com Agent juny Stahl
- Jeff Kober com Jacob Hale Jr.
- Rockmond Dunbar com Eli Roosevelt
- Nicholas Guest com la veu de John Teller
- Ray McKinnon com Lincoln "Linc" Potter
- Benito Martinez com Luis Torres
- Frank Potter com Miles
- Kenny Johnson com Kozik
- Mitch Pileggi com Ernest Darby
- Jamie McShane com Cameron Hayes
- Titus Welliver com Jimmy O'Phelan
- Patrick St. Esprit com Elliott Oswald
- Adam Arkin com Ethan Zobelle
- Dendrie Taylor com Luanne
- Danny Trejo com Romero "Romeo" Parada
- Kristen Renton com Ima
- Marya Delver com Oficial Eglee
- Tory Kittles com Laroy

### Convidats especials
- Ally Walker com a juny Stahl (temporades 1-3)
- Tom Everett Scott com Rosen (temporades 1-2)
- Brian Van Holt com Kyle Hobart (temporada 1)
- Adam Arkin com Ethan Zobelle (temporada 2)
- Henry Rollins com A. J. Weston (temporada 2)
- Mitch Pileggi com Ernest Darby (temporada 3; temporades recurrents 1-2; convidat a la temporada 6)
- Kenny Johnson com Herman Kozik (temporades 3-4; convidat temporada 2)
- Sonny Barger com Lenny "The Pimp" Janowitz (temporades 3-6)
- Paula Malcomson com Maureen Ashby (temporada 3)
- Stephen King com Bachman (temporada 3)
- Rockmond Dunbar com a tinent Eli Roosevelt (temporades 4-6)
- Danny Trejo com Romero "Romeo" Parada (temporades 4-5)
- David Hasselhoff com Dondo (temporada 4)
- Ray McKinnon com Assistent Fiscal EUA Lincoln Potter (temporada 4)
- Marianne Jean-Baptiste com Vivica (temporada 4)
- Benito Martinez com Luis Torres (temporada 5; recurrents temporada 4)
- Walton Goggins com Venus Van Dam[22] (temporades 5-7)
- Donal Logue com Lee Toric (temporades 5-6)
- Harold Perrineau com Damon Pope (temporada 5)
- Marshall Allman com Devin Price (temporada 5)
- CCH Pounder com Tyne Patterson (temporades 6-7)
- Peter Weller com Charles Barosky (temporades 6-7)
- Robert Patrick com Les Packer (temporades 6-7)
- Kenneth Choi com Henry Lin (temporada 7; convidat a la temporada 1; temporades recurrents 2-3 i 5-6)
- Annabeth Gish com ajudant del xèrif Althea Jarry (temporada 7)
- Courtney Love com Sra Harrison (temporada 7)
- Michael Chiklis com Milo (temporada 7)
- Dave Navarro com Arcadi Nerona (temporada 6-7)

## Característiques del club

### SAMCRO
Els Fills de l'Anarquia (SOA) és un club de motociclistes fora de la llei que consta de moltes filials distribuïdes pels Estats Units i per l'estranger. La sèrie se centra en la filial original i fundació "mare", Sons of Anarchy Motorcycle Club, Redwood Original, la qual es refereix a les sigles de SAMCRO o Sam Crow / SAMCRO. Aquest sobrenom també es reflecteix al títol original de la sèrie, Forever Sam Crow. La filial de Redwood es troba a la ciutat fictícia de Charming, Califòrnia, en un club adjacent al local/taller mecànic d'automòbils Teller-Morrow. Liderada pel president Clay Morrow, el club protegeix i controla la ciutat a través d'estretes relacions amb la comunitat, suborns i intimidació violenta. En les primeres temporades estan força a favor sobre mantenir el comerç de drogues “dures" així com els traficants de drogues, fora de Charming. Així mateix, no toleren els delictes sexuals. Els líders del club són partidaris de l'IRA.

### Fundadors de SAMCRO: Els 9 originals
John Teller i Piermont "Piney" Winston, cofundador de SAMCRO el 1967, van crear el club després del seu retorn de la guerra del Vietnam. La primera filial, i la principal de la sèrie, va ser nomenada "Redwood Original", per tant el nom va concluir com “els fills de l'anarquia, club de motociclistes Redwood Original” (S.A.M.C.R.O.). Abans que Gemma, l'esposa de John, quedessi embarassada amb el seu segon fill, Jackson (Jax), John i Piney van recórrer la costa nord de Califòrnia des d'Eureka fins a Big Sud, o sigui, tot l'estat de Redwood. Sis dels "Redwood original 9", o dels “Primers 9", eren membres veterans del Vietnam dels quals només un queda viu a l'última temporada de la sèrie.

### Vestimenta del club
Tots els membres de SAMCRO porten armilles de pegats conegudes en anglès com kuttes. El pegat de SOA a la part posterior és la clàssica figura de la parca sostenint una bola de vidre a la mà esquerra, la qual té el símbol de la A anarquista, i la dalla tradicional de la parca a la mà dreta. El mànec de la dalla ha estat reemplaçat pel fusell M-16 que els fundadors del club utilitzaven a la guerra del Vietnam. Només els membres de ple dret poden portar aquest "pegat". 
També existeixen d'altres pegats més petits amb significats específics que es posen a la part davantera de l'armilla, com ara el Men of Mayhem (Homes del caos). Aquesta etiqueta significa que l'home que la porta ha matat algú per ordre (o en benefici) del club, encara que també vam veure com Clay li va donar la seva a Juice després d'haver ajudat als Fills. Altres exemples són el “Primer 9”, pegat usat per tots els nou membres originals de SOA, o els pegats del President, Vicepresident, SGT (Sargent d'armes) i Secretari. Kelli Jones va ser el dissenyador de vestuari per a totes les set temporades de la sèrie. A causa de la popularitat de la sèrie, s'ha comercialitzat amb tota mena de merchandising igual al vestuari dels personatges.

### Vehicles
Els Fills munten motocicletes del model Harley-Davidson Dyna personalitzades; cada corredor personalitza la seva pròpia moto al seu estil individual. No obstant això, tots ells pinten les seves motos de negre i la majoria porten els manillars de l'estil esportiu T-bar. A més a més, és usual que les motos portin pegats com les lletres de Sons of Anarchy, el logo de la parca o el cercle amb la A anarquista. Per exemple, en Jax porta sovint el model Street Glide; els iniciats del club tenen una moto propia però no poden personalitzarla fins que no són verdaders membres. Entorn als cotxes, Jax també és vist conduint un Dodge Ram 1500 platejat durant tota la sèrie. La seva mare (Gemma Teller Morrow) en general condueix un Cadillac (XLR-V i Escalada), encara que més tard, en la sisena temporada, porta un Lincoln Navigator (tots pintats de negre).
Al llarg de la temporada set, Jax restaura la motocicleta del seu pare, una vella Harley Davidson del 1946, equipada amb el motor Knucklehead i amb un marc de suspensió devanter. La motocicleta que porta en les últimes escenes de la temporada set està equipada amb un motor Evolution més un dels últims models de marc basculant. El MC dels maies també condueix motocicletes Harley Davidson (Panheads, Shovelheads i evolucions). La major diferència entre les seves motocicletes i les dels Fills es troba en algunes peces com les barres de suspensió, les faldilles parafangs i els models en tots els colors. Jimmy Smits s'equivoca quan es refereix a l'any de la seva blau Impala SS, al esmentar la "falta de característiques de seguretat per a nens el 1964,” quan és en realitat una Impala SS 1963.

### Activitats
Els membres del club tenen treballs durant el dia relacionats amb les indústries locals. La majoria de la feina al taller de Teller-Morrow la duen a terme com a mecànics, però el principal treball es basa en guanyar diners mitjançant la importació il·legal d'armes, modificar-les i vendre-les a diverses bandes. Durant la quarta temporada comencen a traficar amb cocaïna per al cartel de Galindo, a canvi de diners i protecció.

### Propietats de SAMCRO
En l'estrena de la sèrie, el club dels maies cala foc a la instal·lació que SAMCRO utilitza per emmagatzemar i muntar armes de foc, cosa que obliga al club a comprar un terreny i construir un altre centre. La seu del club, descrita anteriorment, inclou una gran sala d'estar, diverses habitacions (on els membres de vegades dormen a la nit), un bar en ple funcionament, una taula de billar, una cuina, una sala d'entrenament, i la "capella", una sala amb una elaborada taula de conferències de fusta vermella, que porta el logotip de la parca tallat a la part superior, on els membres es reuneixen per discutir els assumptes del club i voten les decisions importants. El club també posseeix una cabana aïllada al bosc i un magatzem als afores de la ciutat, la qual es mantenida per l'associat del club Elliot Oswald, on s' emmagatzemen armes i cocaïna per al càrtel de Galindo. El club també lloga una antiga botiga de dolços que s'utilitza com la seu del club a la temporada 6 després que la seu del club Teller / Morrow fosi destruïda en una explosió.

### Influència de Shakespeare
Sons of Anarchy és comunament anomenat "Hamlet en Harleys”. Igual que en Hamlet, el pare de Jax va ser usurpat com a cap del club pel "germà" del seu pare (dins de SAMCRO), que després es va casar amb la seva mare. També hi trobem alguns indicis d'un complex d'Èdip entre Jax i Gemma, que es reflecten en accions del segle 20 sobre la relació entre Hamlet i la seva mare, en comparació a la reina Gertrudis. L'assassinat que comet Jax cap al Jutjat que resulta inocent en la temporada 7, reflecteix l'assassinat per part de Hamlet cap a l'innocent Poloni, cosa que en última instància li condueix a la seva caiguda.
En l'estrena de la temporada 1, Gemma es troba netejant la casa d'en Jax, i ell, molest, assenyala que ella sempre està netejant. Aquest comportament, combinat amb les seves ambicions i maquinacions assassines (de vegades), han portat a alguns crítics i comentaristes a comparar a Gemma amb Lady Macbeth.
Sutter argumenta sobre aquesta influència Shakespeariana: "No vull exagerar-la però hi és allà. Era el pare de Jax qui va iniciar el club, per la qual cosa ell és el fantasma en l'acció. Un es pregunta què hauria fet ell en una altra situació. No és una versió de Hamlet però és definitivament influenciada per ell”. Ron Perlman creu que l'estructura de Hamlet continua durant tot el camí fins al final de la sèrie.
Molts dels títols dels episodis están relacionats amb frases o accions de Hamlet:
-Temporada 1, episodi 9, "Hell Followed”, (Seguint l'infern). Això es refereix a l'acte 1, escena 4 en què Hamlet segueix el fantasma del seu pare, sense saber si ve des de l'infern.
-Temporada 4, episodi 12, "Burnt and Purged Away”, (Cremat i purgat). Aquesta cita està presa de l'acte I, escena 5 de Hamlet, en la qual el fantasma del pare de Hamlet explica a Hamlet que està condemnat a patir al Purgatori fins que hagi pagat per tots els seus pecats.
-Temporada 4, Episodis 13-14, "To Be, Act 1" i "To Be, Act 2". Aquests es refereixen a la famosa cita de ésser o no ésser.
-Temporada 5, episodi 11, "To Thine Own Self” (Sigues fidel a tu mateix). Aquesta cita fa referència als consells de Poloni al seu fill Laertes.
-Temporada 7, Episodi 9, "What a Piece of Work Is Man”. Això es refereix a Hamlet al discurs de “Què tros de treball és l' home” en l'acte 2, escena 2.
-Temporada 7, Episodi 11, "Suits of Woe". Això és d'Acte 1, Escena 2, “Però jo porto dins allò que va més enllà de tota aparença; allò altre són els arreus i gales de la pena.”

### Jerarquia de SAMCRO
|                 | Temporada 1            | Temporada 2            | Temporada 3            | Temporada 4            | Temporada 5           | Temporada 6           | Temporada 7           | Després de la temporada 7 |
| President       | Clarence "Clay" Morrow | Clarence "Clay" Morrow | Clarence "Clay" Morrow | Clarence "Clay" Morrow | Jackson "Jax" Teller  | Jackson "Jax" Teller  | Jackson "Jax" Teller  | Filip "Chibs" Telford     |
| Vicepresident   | Jackson "Jax" Teller   | Jackson "Jax" Teller   | Jackson "Jax" Teller   | Jackson "Jax" Teller   | Bobby "Elvis" Munson  | Filip "Chibs" Telford | Filip "Chibs" Telford | Alex "Tig" Trager         |
| Sergent d'armes | Alex "Tig" Trager      | Alex "Tig" Trager      | Alex "Tig" Trager      | Alex "Tig" Trager      | Filip "Chibs" Telford | Happy Lowman          | Happy Lowman          | Happy Lowman              |

## Producció

### Equip
La sèrie va ser creada per Kurt Sutter, qui va ser també el productor executiu, escriptor més prolífic de la sèrie i un director titular, a més de dirigir cada final de temporada. Sutter havia treballat com a productor executiu de la sèrie de FX The Shield. Altres productors executius de FIlls de l'anarquia són el pare i fill Art Linson i John Linson. Jim Parriott va ser productor executiu i escriptor de només la primera temporada.
Paris Barclay va unir-se a Fills de l'Anarquia com a productor executiu en la quarta temporada, després de dirigir episodis de la primera i segona. A més de servir com a productor executiu en la quarta, cinquena i sisena, Barclay va dirigir tres episodis de cada temporada, inclosa laes estrenes de les temporades 4 i 5, les dues primeres transmissions per televisió de major audiència en la història de FX. Jack LoGiudice va servir com a assessor de producció i escriptor regular per a la primera temporada. Es va convertir en co-productor executiu per a la segona temporada, i després va deixar la sèrie per treballar a The Walking Dead. Dave Erickson també va treballar com a assessor de producció per a la primera i segona temporada, i després va assumir el treball de co-productor executiu de la tercera temporada. Altres escriptors regulars de la sèrie són el supervisor i productor Chris Collins i la co-productora Regina Corrado. Shawn Rutherford va incorporar-se com a consultor de producció per a les temporades 6 i 7. Sutter va incorporar directors titulars de The Shield incloent Stephen Kay, Gwyneth Horder-Payton, Guy Ferland, i Billy Gierhart.

### Filmació
Encara que la història de Sons of Anarchy està situada a la vall central de Califòrnia del Nord (amb algunes escenes en l'àrea de la badia), es va filmar principalment en els Estudis Occidental Stage 5A a North Hollywood. Els principals escenaris situats allà inclouen la seu del club, l'Hospital St Thomas i la casa d'en Jax. Les sales de producció de l'estudi utilitzades pel personal de guió funcionaven com l'estació de policia de Charming. Les escenes exteriors sovint es van filmar a prop de Sun Valley i Tujunga. Els interior i exteriors localitzats a Irlanda del Nord durant la temporada 3 també van ser filmades en els estudis occidentals i a les zones circumdants. Una segona unitat de material d'arxiu rodat a Irlanda del Nord s'utilitza en la tercera temporada. 

## Episodis
| Temporada | Capítols | Emissió                 | Emissió                 | Emissió      |
| Temporada | Capítols | Primer capítol          | Darrer capítol          | Audiència    |
| --------- | -------- | ----------------------- | ----------------------- | ------------ |
| 1         | 13       | 3 de setembre del 2008  | 26 de novembre del 2008 | 2.21 milions |
| 2         | 13       | 8 de setembre del 2009  | 1 de desembre del 2009  | 3.67 milions |
| 3         | 13       | 7 de setembre del 2010  | 30 de novembre del 2010 | 3.23 milions |
| 4         | 14       | 6 de setembre del 2011  | 6 de desembre del 2011  | 5.45 milions |
| 5         | 13       | 11 de setembre del 2012 | 4 de desembre del 2012  | 4.66 milions |
| 6         | 13       | 10 de setembre del 2013 | 11 de desembre de 2013  | 7.48 milions |
| 7         | 13       | 9 de setembre del 2014  | 9 de desembre del 2014  | 7.54 milions |

## Recepció i crítica

### Recepció de la crítica
Sons of Anarchy ha rebut crítiques molt favorables al llarg del seu recorregut, de les quals moltes assenyalen la interpretació de Katey Sagal. Al lloc web de Metacritic es va publicar una valoració per temporades: la primera temporada va marcar 68/100, la segona temporada un 86/100, la tercera un 84/100, la quarta un 81/100, la cinquena un 72/100 i la sisena temporada un 74/100. Durant el 2013 es va publicar una col·lecció d'assajos sobre la sèrie.

#### Primera temporada
La primera temporada va rebre crítiques positives per part dels crítics de la indústria. Es va marcar un 68 en Metacritic, cosa que indica que és una"crítica generalment favorable" segons Matthew Gilbert de The Boston Globe, qui va dir que la primera temporada va tenir “vertaderes possibilitats". Gina Bellafante, del The New York Times, va parlar molt bé de la capacitat d'interpretació dels actors, en particular de la de Gemma de Sagal. Brian Lowry de Variety va donar una crítica agredolça, admirant la creació de Sutter del club i la ciutat de Charming, encara que també afirmava que els primers episodis no tenien gaire sentit. 

#### Segona temporada
La segona temporada va rebre un augment substancial de crítiques positives. L'escritora del Chicago Tribune, Maureen Ryan, diu que la segona temporada és "apassionant". Ryan va explicar que "el ritme és millor i el traçat és més estret”, a més d'elogiar a Sagal i a Perlman per les seves actuacions. Stuart Levine, de Variety, va afirmar que la nova temporada va ser prou “convincent"; i també complementa l'habilitat d'actuar de Perlman, Sagal, Hunnam i Siff. James Poniewozik, de Time, anomena la interpretació de Sagal com "devastadorament poderososa" i el nom de la sèrie va aparèixer en la seva llista dels 10 millors shows de 2009.

#### Tercera temporada
Alguns crítics creuen que la tercera temporada va ser arrossegada pel melodrama de la temporada anterior. James Poniewozik, de Time, defineix l'estrena de la temporada 3 com "impressionant" i va lloar l'actuació de Sagal amb Holbrook. Més tard va declarar que la desaparició d'Abel va ajudar a retornar l'espectacle al seu problema central : la lleialtat de Jax al club. Ken Tucker, d' Entertainment Weekly, estava d'acord que les escenes de Holbrook i Sagal eren simplement "belles". A més va detallar que la sèrie fa servir els temes de la lleialtat i de la família especialment bé. Maureen Ryan va comentar que la tercera temporada divideix tant a crítics com a aficionats per igual, ja que l'ampliacio de l'elenc pels personatges de Belfast va fer més difícil per al públic centrar-se en els personatges principals. Poc després Ryan va posar en dubte la credibilitat de la història d'Hector Salazar, assenyalant que era un antagonista inferior a altres dolents com Stahl, Zobelle i Weston. No obstant això, va lloar l'actuació d'Ally Walker, comparant el seu personatge amb Vic Mackey de The Shield. El crític Alan Sepinwall va dir que la temporada era "interessant però desigual", i ha assenyalat que la trama va guanyar força en episodis posteriors. Tim Goodman de The Hollywood Reporter va dir que "Sutter ha de ser aplaudit per sacsejar d'aquesta manera les coses", anomenant al ritme més lent com "necessitat creativa".

#### Quarta temporada
Alan Sepinwall va declarar que la quarta temporada corria el risc de ser previsible tornant a una fórmula d'èxit de la narració, però que no obstant això, prefereix aquells episodis als de la tercera temporada. Maureen Ryan va revisar la quarta temporada de forma positiva. Va elogiar l'addició de Lincoln Potter (interpretat per Ray McKinnon), i va comparar la qualitat del personatge a la de l'antagonista de Breaking Bad, Gustavo Fring. El A. V. Club va descriure la quarta temporada com més "centrada" i "òpera". El crític d'A.V. Club, Zack Handlen, era aficionat a la temporada, però es va sentir decebut amb el final. Segons Handlen, es va trobar amb un "cas pèssim de dictada conveniència, 	que de forma arbitrària i increïble es revelen per canviar personatges al voltant del lloc on els escriptors volen que siguin per a la temporada, a diferència d'els que podrien aterrar orgànicament ". No obstant això, la ressenya va lloar l'actuació de Charlie Hunnam al final. Time va senyalar que la quarta temporada va ser la més forta des de la segona temporada, però que és necessari que la trama acabi més aviat que tard. Time també estava d'acord que els artificis de la final eren de vegades massa visibles, indicant que "és una norma: només pots aparèixer amb vida al teu propi funeral tantes vegades com vulguis abans que comenci a perdre el seu impacte”.

#### Cinquena temporada
La cinquena temporada ha rebut crítiques molt favorables i té una puntuació de 72 en Metacritic. Ken Tucker d'Entertainment Weekly va lloar la sèrie anomenant-la “retrat ricament detallat de la vilesa de justícia pròpia". La sèrie tenia una qualificació de 8,6 / 10 en el lloc de la revisió IMDB.

#### Sisena temporada
La sisena temporada va rebre crítiques generalment favorables i va marcar un 74 sobre 100 en Metacritic.

#### Setena temporada
La setena temporada va rebre un 68 sobre 100 en Metacritic.

### Classificació
La setena temporada estrenada el 9 de setembre 2014 va rebre les qualificacions més altes en la història de la sèrie. L'episodi va ser vist per 6,20 milions d'espectadors.
| Temporada | Horari (EUA)       | Episodis | Data de l'estrena    | Audiència de l'estrena (en milions) | Data de l'últim episodi | Audiència de l'últim episodi (en milions) | Mitjana d'espectadors (en milions) |
| 1         | Dimecres, 10:00 pm | 13       | 3 de Setembre, 2008  | -                                   | 26 de novembre, 2008    | 2’21                                      | 2.2                                |
| 2         | Dimarts, 10:00 pm  | 13       | 8 de Setembre, 2009  | 4’29                                | 1 de Desembre, 2009     | 4'33                                      |                                    |
| 3         | Dimarts, 10:00 pm  | 13       | 7 de Setembre, 2010  | 4’13                                | 30 de novembre, 2010    | 3’6                                       | 3.23                               |
| 4         | Dimarts, 10:00 pm  | 14       | 6 de Setembre, 2011  | 4'94                                | 6 de Desembre, 2011     | 4'24                                      |                                    |
| 5         | Dimarts, 10:00 pm  | 13       | 11 de Setembre, 2012 | 5’37                                | 4 de Desembre, 2012     | 4’66                                      | 4.40                               |
| 6         | Dimarts, 10:00 pm  | 13       | 10 de Setembre, 2013 | 5'87                                | 10 de Desembre, 2013    | 5’17                                      | 4.60                               |
| 7         | Dimarts, 10:00 pm  | 13       | 9 de Setembre, 2014  | 6’20                                | 9 de Desembre, 2014     | 6’40                                      | 4.45                               |

- " Sons té moltes pistoles i violència, però prefereix trobar el seu drama en els diàlegs i en les lluites internes dels personatges (...) Poques sèries han irromput en escena amb tanta abundància en la selecció d'històries potencials" (Tim Goodman: San Francisco Chronicle)[29]
- " The Sopranos del nou segle (...) Cada personatge és únic (...) Puntuació: ***1/2 (sobre 4)" (Linda Stasi: New York Post)[30]

### Premis i nominacions
Sons of Anarchy va ser nominat per la millor sèrie de drama en els premis TCA 2010. Katey Sagal va rebre el Globus d'Or a la millor actriu de sèrie de televisió (drama) a les 68a edició dels Globus d'Or pel seu paper en la tercera temporada. També va rebre una nominació per un premi Satellite 2010 en la categoria de millor actriu -Sèrie de televisió (drama), així com una nominació TCA per al millor Rendiment Individual en Drama. Sons of Anarchy (temporada 5) va rebre un premi Screen Crush per ser la millor sèrie de televisió en 2012. També en 2012, Paris Barclay va ser nominat per a un premi NAACP Image a la Millor Direcció en una Sèrie Dramàtica per la seva direcció del primer episodi de la quarta temporada " Fora ". En 2013, Rockmond Dunbar va guanyar un NAACP Image Award com a Millor Actor en una sèrie dramàtica per la seva interpretació del Sheriff Eli Roosevelt. Per als 5è Premis de Crítics de televisió, Charlie Hunnam va rebre una nominació al millor actor en una sèrie dramàtica i Walton Goggins va rebre una nominació al Millor Intèrpret Convidat en una sèrie de drama per la setena temporada. 

## Música

### Banda sonora
Sons of Anarchy utilitza sovint música per ajudar a mantenir l'atmosfera dels seus episodis. S'utilitza sobretot l'estil de rock&roll tradicional gravat per nous artistes menys coneguts. 20th Century Fox Records va posar a la venta tres bandes sonores de durada estesa (EP) a iTunes, amb cançons de cada sèrie. El primer EP de cinc cançons, titulat Sons of Anarchy: North Country - EP, va ser estrenat el 8 de setembre de 2009 i va comptar amb la versió completa del tema "This Life”, nominat al premi Emmy. El 24 de novembre de 2009, va sortir un segon EP de cinc cançons, titulat Sons of Anarchy: Refugi - EP, mentre que un tercer EP de sis cançons, titulat Sons of Anarchy: El rei s'ha mort - EP, va ser llançat el 23 de novembre, 2010.
Al novembre de 2011, es van sellecionar algunes pistes dels EPs anteriors, a més d'afegir de noves, per tal de llançar un nou àlbum anomenat Songs of Anarchy: La música de Sons of Anarchy Temporades 1-4, seguit per Sons of Anarchy: Songs of Anarchy vol. 2 publicat al novembre de 2012. Un any després, al desembre de 2013, va sortir Sons of Anarchy: Songs of Anarchy Vol. 3, i per acabar, el disc final Sons of Anarchy: Songs of Anarchy Vol. 4 publicat al febrer de 2015.

### Altres cançons
Algunes de les cançons memorables de la sèrie són:
- "David" de Noah Gundersen
- "Writings on The Wall" de The Album Leaf (In Series Premiere)
- "Ålesund" de Sun Kil Moon
- Versions de Bobby's Elvis
- Versió per Katey Sagal de "Son of a Preacher Man"
- "Hard Row" de the Black Keys (Episodi pilot); la música de The Black Keys surt usualment a la sèrie
- "Plenty Strong and Plenty Wrong" de Maylene and the Sons of Disaste, en la radio en l'episodi pilot.
- "Can't Get Used to Losing You" d' Andy Williams
- Versió de "Forever Young" d'Audra Mae
- "Mongoose" de Fu Manchu
- "Burn This Town" de Battleme
- "Johnny, I Hardly Knew Ya" de Dropkick Murphys
- "Comin Home" de Murder by Death
- "Hell" de The Upsidedown
- "Power Player" de Clutch
- "Railroad Cancellation" de Don Caballero
- "Dolphin Center" de The Donkeys
- "Stop" de Black Rebel Motorcycle Club
- "Hands in the Sky" de Straylight Run
- "People, Turn Around" de Delta Spirit
- "Ashes to Ashes" de Tarbox Ramblers
- La cançó blues de"John the Revelator" de Curtis Stigers & The Forest Rangers
- S'utilitzen moltes cançons del grup Monster Magnet, incluida “Monolithic"
- Cover d' Alice Cooper: "I'm Eighteen" tocada per una banda d'adolescents al final de l'episodi "Giving Back".
- Al trailer de la temporada estrenada al 2009 s'escolta "Son's Gonna Rise" de Citizen Cope.

La temporada 2:
- "Radiation Day" de Monolithic Baby!
- "Slut Machine" de Monolithic Baby!
- "Freeze and Pixelate" de 4-Way Diablo
- "Lot Lizard" de The Glasspack

La temporada 3:
- "Dad's Gonna Kill Me" per Richard Thompson de Sweet Warriorutilitzada al muntatge del primer episodi.
- "100 Million Miles" de Mastermind
- En el final de la temporada 3, "Get It On" de Turbonegro és usada en l'escena de persecusió rusa.

In 2011:
- "Dani California" dels Red Hot Chili Peppers va ser empleada per a la promo de la temporada 4
- Els episodis 5 i 8 contenen música de la banda belga The Black Box Revelation
- L'episodi 7 conté la cançó "Machine Gun Blues" de Social Distortion
- "I'm So Tired" de Boo Boo Davis
- "David" de Noah Gundersen's Family, en la baralla entre Opie i Clay, with the line "I 		want to kill me a giant man"
- ”To Be, Act 1" conté "Burn It Down" d'Awolnation

La temporada 6:
- "The Mark Has Been Made" de Nine Inch Nails, durant la promo de la temporada
- "Mind Your Manners" de Pearl Jam, al sisè episodi: ”Salvage"

Els trailers de promoció de la temporada 7 tenen dues cançons rellevants:
- "Bullet the Blue Sky" d'U2
- "Jungle" per Jamie N Commons i X Ambassadors

## Altres mitjans

### Còmic
En 2013, Boom! Estudis van començar a publicar un còmic de Fills de l'Anarquia. A partir de setembre de 2015, es van publicar un total de 25 números d'una història paral·lela a la trama de la sèrie. Al 26 de maig de l'any 2016 es va anunciar una nova preqüela del còmic, Sons of Anarchy: Redwood original, que finalment va ser distribuïda el 3 d'agost, el 2016.

#### Volum 1
Número 1: Part 1 - Sense ningú més a qui recórrer, la filla d'un antic membre de SAMCRO regresa a Charming per demanar ajuda. Les úniques persones que s'interposen entre Kendra i una mort segura són els fills de l'anarquia, i, per bé o per mal, el sergent d'Armes Tig.
Número 7
Una història independent de Lee Toric. En aquest número es posa especial atenció a un sospitós d'assassinat qui és posat en llibertat per falta de proves. El detectiu Lee Toric es compromet a fer el que estigui a les seves mans per tal d'acabar amb ell. Tot i que se sap que aquest home és culpable, Lee Toric està més que disposata a trencar totes les regles per portar-lo a la justícia sigui com sigui.
Números 8-10 
Situat després dels esdeveniments de la tercera temporada, Gemma i Tara han de mantenir la pau en la familia i el club. Mentre Jax, Clay i els altres es troben complint el seu temps a la presó, la ciutat de Charming és més perillósa que mai amb SAMCRO entre reixes.
Números 11-14
Contextualitzat abans de la sisena temporada, es narra com després de la mort de Domon Pope,hi el club troba de controlar la costa oest mentre s' asseguren que la banda té tota la força necessària.
Número 15
Durant la sisena temporada, després que Opie caigués a la presó, Kyle Hobart paga un preu més alt: és expulsat del club i s'han de cremar tots els tatuatges que porta al cos. Si Kyle no torna mai més a Charming, els Sons s'asseguraran de que no torni a cometre el mateix error, però Kyle està disposat a tornar.
Número 16
Els Fills de l'Anarquia és l'única família que Juice ha conegut mai, però quan algú torna a Charming buscant proves per amenaçar el club i posar en perill als seus socis, ell haurà de fer el que sigui necessari per a protegir la vida que ha creat.
Número 17
Un fill durant el dia però un imitador de nit, Bobby Munson és un home amb molts talents. Després d'un concert a Las Vegas, Bobby es desperta per descobrir que algú li ha robat. Armat amb un parell de copes de més i només amb la roba que portava posada, Bobby anirà al club d' Striptease de Las Vegas per localitzar als homes que li van robar.
Número 18
Abans de la trama de la sèrie, es mostra com Happy aconsegueix els tatuatges de Smiley. Aquest problema s'endinsa en l'origen del personatge favorit dels fans, donant una idea de com aquest psicòpata va arribar a ser.
Número 19: Part 1 
Comença un nou arc de la història. Quan el nebot distanciat de Bobby arriba a Charming i comença com a iniciat del club sembla un membre prometedor. No obstant això, quan es tracta dels fills de l'anarquia, un error de seguida es paga.
Número 20: Part 2 
Les tensions que es creen entre els fills i els maies. A més, un exprospect anomenat Dillon forma un equip heterogeni de petits delinqüents en la seva ciutat natal per venjar-se de la seva exMC.
Número 21: Part 3 
Les tensions augmenten; l'ex prospecte Dillon convenç els maies per destrossar el club de samcrow i segresten a Lyla.
Número 22: Part 4 
 El pla del traïdor de Dillon s'ensorra al seu voltant. Haurà de decidir qué fer quan els maies, els fills, i la banda de Reno descobreixin que ha estat jugant amb tots.
Número 23: Part 1 
En aquest nou arc de la història, situat entre les temporades 1 i 2, de la sèrie de televisió, Opie, debastat per la mort de la seva dona, torna al seu antic treball en el magatzem de fusta. Poc després descobreix alguns negocis tèrbols, mentre que Jax i Clay lluiten contra els problemes interns i externs per arribar-hi a un nou acord amb l'IRA.
Nombre 24: Part 2 
Penúltim problema: un gran carregament d'armes dels Fills s'encalla quan el club es veu atrapat en un conflicte amb la CNO, una facció renegada d'Irlanda. 
Número 25: Part 3 
Úttima problema de grans dimensions. La participació d'Opie amb el comerç de metamfetamina finalitza amb una conclusió sang.

#### Volum 2
Sons of Anarchy: Original Redwood és una sèrie limitada de 12 números; la sèrie es fixa en com Jax Teller comença com un prospect. Per el moment es desconeix si hi haurà una tercera sèrie.

### Sèrie novel·la
Sons of Anarchy: Bratva, el primer d'una sèrie planificada de novel·les sobre SOA escrites per Christopher Golden, va ser publicada en 2014.

### Preqüela
S'ha plantejat una sèrie preqüela que detalli l'origen del club. Sutter va declarar en una entrevista a l'agost de 2014 que la preqüela se centraria en els "primers 9” membres del club i haurà de situar-se en l'època de la guerra del Vietnam. També ha afegit que la preqüela probablement consistirà en una minisèrie o "potser 10 episodis o dues temporades de 8 episodis". Al final de la preqüela, Sutter planeja llançar el manuscrit de John Teller, titulat La vida i mort de SAMCRO.

### Sons of Anarchy: The Prospect
Sons of Anarchy: The Prospect era un videojoc d'aventura episòdica desenvolupat per Silverback Games i publicat per Orpheus interactiu. El joc va ser originalment programat per tenir deu episodis i es publicarà en Microsoft Windows, OS X, iOS i Android. El primer episodi va ser llançat l'1 de febrer de 2015 per iOS només, i va obtenir crítiques molt diverses. Malgrat tot encara no s'ha vist una actualització des de llavors, i encara que hi hagi un pas de temporada, no s'ha publicat cap episodi més. Al 7 d'abril de 2016 es van emetre reemborsaments a tots els que van comprar el joc o el pas de temporada fins que el joc es va retirar finalment de l'App Store.
Tot i l'aparent cancel·lació i reemborsaments, l'editor del joc no ha dit res oficial sobre l'estat del desenvolupament dels nou episodis inèdits. Silverback Games s'ha distanciat del projecte, que diu ser "només un consultor" i que no té coneixement de l'estat del joc o d'Orpheus Interactive.
Originalment es va planejar un joc de Fills de l'Anarquia perquè el desenvolupés un estudi de Rockstar Games per a plataformes de PC i consoles, però va ser cancel·lat poc després en 2012. Un altre joc basat en Sons of Anarchy va ser anunciat al febrer de 2014, confirmat per a plataformes mòbils a l'agost i anomenat Sons of Anarchy: The Prospect al desembre de 2016. El videojoc es va caracteritzar per tenir gràfics mai abans vistos per a dispositius mòbils, però no va ser llançat quan havia d'estrenar-se el primer epiosdi l'1 de febrer del 2015.

### Spin-off
L'11 de maig de 2016 es va proposar realitzar una sèrie spin-off titulada Maies MC. El pilot començarà a rodar-se al març i serà dirigida per Sutter des d'un guió que va escriure al costat d'Elgin James. El 13 de febrer de 2017, Edward James Olmos protagonitzarà a Felipe Reyes, el fort patriarca mexicà i pare d'EZ.

## Emissió global
Sons of Anarchy es va estrenar a Austràlia a través del canal Showcase al 2009, mentre que a Nova Zelanda va aparèixer a TV3 el 20 d'octubre de 2010 i s'ha anunciat que s'està movent al canal The Box. L'espectacle es va estrenar al Regne Unit el 5 dels EUA en 2009, abans de ser emitida la sisena temporada. El programa va sortir a l'aire en la seva totalitat per Spike d'abril de 2015. A la República d'Irlanda, el show va sortir en RTÉ Dos al 2009. Es va estrenar al Canadà al Super Canal 20 d'octubre de 2008. A l'Índia, la temporada 6 s'està transmetent des del 26 de setembre de 2013, només per Star World Premiere.